# Seleuco Cibiosates
Seleuco Cibiosates foi um príncipe da dinastia selêucida, viveu nos anos finais em que o Império Selêucida já tinha se desintegrado e sua família reinava sobre partes da Síria. Seleuco, que era descendente, por parte de mãe, da dinastia ptolemaica, ainda tentou se tornar faraó do Egito Ptolemaico, mas foi assassinado. Existem dúvidas sobre se o marido de Berenice, filha de Ptolemeu Auleta, era realmente filho legítimo de Antíoco Pio ou se era um usurpador.

## Família
Considerando a hipótese de que Seleuco Cibiosates era o irmão de Antíoco Asiático, ele seria o segundo filho de Antíoco Pio e Selene. Seu pai, Antíoco Pio, era filho de Antíoco de Cízico, e sua mãe, Selene, era filha de Ptolemeu Fiscão e Cleópatra, que era esposa, sobrinha e enteada de Ptolemeu Fiscão.

## Pretendente ao Egito
Em 73 a.C., Antíoco Asiático e seu irmão foram enviados a Roma, para reivindicar o trono do Egito.
Após Ptolemeu Auleta ter sido exilado do Egito em c.58 a.C.,[carece de fontes?] sua filha Berenice usurpou o trono, governando, no primeiro ano, junto de sua irmã Cleópatra Trifena.
Berenice teve, em seus três anos de reinado, alguns parentes seus como maridos e co-regentes, mas quando Ptolemeu Auleta voltou de Roma, a executou.
Seu primeiro marido  se chamava Seleuco, tinha o apelido Cybiosactes, e era um pretendende ao trono da Síria, mas era rude e vulgar, e foi estrangulado a mando da rainha. O apelido Cysiosactes mais tarde seria usado pelos Alexandrinos para se referir ao imperador romano Vespasiano, por causa do seu mau cheiro.
Depois disto, Berenice se casou com Arquelau, que se dizia filho de Mitrídates VI do Ponto, mas ambos foram executados com o retorno de Ptolemeu Auleta. Ptolemeu Auleta foi o pai da famosa Cleópatra, amante de Júlio César e Marco Antônio.